# Martim Leme
Martim Leme (Lisboa - Bruxelas, 27 de Março de 1487) foi um nobre flamengo e português.

## Família
Filho de Maarten (Martim) Lem, Cavaleiro Nobre e rico da Cidade de Bruges, donde era natural, que teve de sua mulher Joana Barroso, casados em Lisboa e falecidos ambos em Bruges, Willem (Guilherme) Lem, casado com Catharina (Catarina) …, falecida em 1383, Maarten (Martim) Lem e Carl (Carlos) Lem, Almirante de França. Neto paterno de Willem Lem e de sua mulher Claartje (Clara) van Beernem, natural de Beernem, ambos casados e falecidos em Bruges.
O apelido na Flandres é Lem, cuja pronúncia se manteve em Portugal pela adição dum e final. As Armas dos Leme, usadas na Flandres e em Portugal, são: de prata, com três merletas de negro; timbre: uma merleta do escudo.

## Biografia
Martim Lem, filho mais velho, sucedeu na Casa e nos Feudos paternos. Mostrou-se tão admirador de Portugal que desejou contribuir para a Expedição de D. Afonso V de Portugal contra os Infiéis, para o que aparelhou uma urca à sua custa, na qual mandou seu filho António Leme com vários homens de lanças e espingardas para com ele servirem. Embora as notícias da família assim o refiram, parece, porém, que este Martim Lem veio para Portugal com o fim de comerciar, estabelecendo-se em Lisboa com grande negócio e a quem D. Afonso V tomou por Escudeiro Fidalgo da sua Casa em agradecimento de ter mandado armar à sua custa uma embarcação em que seu filho com gente de armas o foi servir em África.

## Descendência
Martim Lem não casou, mas teve com Leonor Rodrigues os seguintes filhos naturais: Luís Leme, legitimado com todos os seus irmãos em 1464 por D. Afonso V, a pedido do pai, a quem se chama Flamengo Honrado, Escudeiro e Mercador em Lisboa; Martim Leme, Gentil-Homem da Casa do Imperador Maximiliano I; António Leme, que passou a África a servir na Guerra contra os mouros, por ordem de seu pai, como se referiu acima, e se encontrou na Tomada de Arzila e na Tomada de Tânger no ano de 1463, por cujos serviços o Rei o fez Fidalgo de sua Casa, donde passou para a de seu filho, o Príncipe D. João, quando lhe pôs casa, que teve Confirmação das Armas paternas por Carta de 12 de Novembro de 1471, e se recebeu com Catarina de Barros, filha de Pedro Gonçalves da Câmara, "o da Clara" e de sua mulher Isabel de Barros, de quem descendem os Leme da Ilha da Madeira, e cujas Armas, usadas por si e seus descendentes, conforme a Carta do Rei D. Afonso V, diferençadas das de seu pai para as poder usar sem diferença do filho, mas como Chefe de Linhagem, são: de ouro, com cinco merletas de negro, postas em sautor; timbre: uma aspa de ouro, carregada de uma merleta de negro; Rodrigo Leme, sem geração; Catarina Leme, que se casou com Fernão Gomes da Mina, com geração; e Maria Leme, casada em Lisboa com Martim Dinis da Beira, com geração.

## Ligações Externas
- Os Lemes - um percurso familiar de Bruges a Malaca